# 김정혜 (수영 선수)
김정혜(1992년 6월 12일 - )는 대한민국의 수영 선수이다. 26회 하계 유니버시아드 대회에 여자 수영 국가 대표로 참가했다.

## 학력
- 2005 ~ 2008 토월중학교
- 2008 ~ 2011 경남체육고등학교
- 2011 ~ 2013 동서울대학
- 2013 ~ 2014 한양대학교
- 2014 ~ 건국대학교